# Kim Pieters
Kim Pieters, née le 5 octobre 1979 à Winschoten, est une actrice néerlandaise.

## Filmographie

### Cinéma et téléfilms
- 1994-2005 : Onderweg naar Morgen : Claire van Walsum-Simons
- 2004 : Nieuwe schoenen : Eline
- 2005 : Bad Candy was here (nl) : Chonchita Lopez
- 2005 : Samen (nl) : Eliane
- 2005 : Flirt (nl) : Willemijn
- 2005 : Sextet: de nationale bedverhalen (nl) : Beatrijs
- 2006 : Het woeden der gehele wereld (nl) : Alice van Essen
- 2007-2008 : Julia's Tango (nl) : Julia Marsman
- 2010 : Wie is de Mol? (nl) : Pieflos
- 2012 : Lijn 32 (nl) : Miss Lootsma
- 2012 : Dokter Tinus : Madame Baks
- 2015 : Meiden van de Herengracht (nl) : Nico Weesenbeek
- 2017 : Suspects : Esther
- 2016 : I Miss You : La maman
- 2018 : Zomer in Zeeland (nl) : Laura Mulder
- 2018 : Flikken Maastricht : Olga Meulman
- 2018 : Der Amsterdam-Krimi (de) : La maman de Paul